# Báb (eszköz)

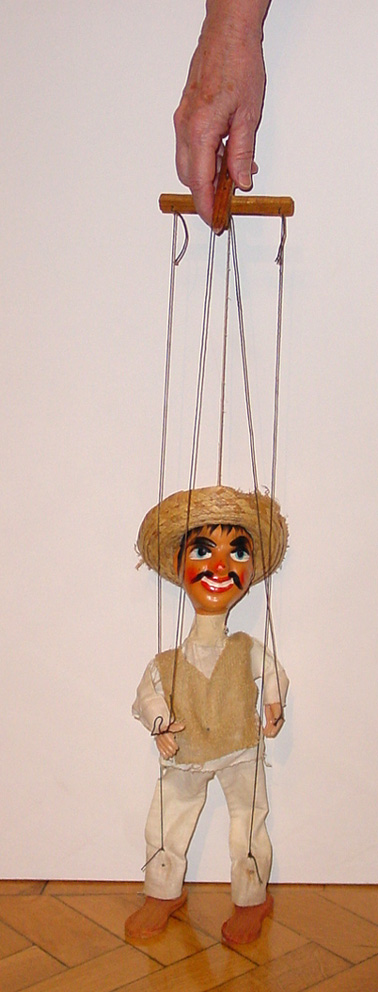
Hagyományos mexikói marionettfigura

A bábok olyan ember mozgatta eszközök, melyekkel szereplőket lehet megjeleníteni, gyakran egy bábelőadás keretei között.
A bábok többféleképpen mozgathatók, a legegyszerűbbek akár egy kézzel is, de néhány bonyolult japán figura sokszor három embert is megdolgoztat. A modern bábművészek – például a Muppet-figurák kitalálója, Jim Henson is – elektronikus mozgatórendszerrel cserélték fel a hagyományos bábokat mozgató zsinórokat vagy pálcákat.

## Fajtái

### Marionett
A bábművész olyan farudak segítségével irányítja a bábot, amelyekre zsinórokat függesztettek. A zsinór mozgatásához két kéz és nagy hozzáértés szükséges. Van olyan zsinór is, amellyel egyszerre két mozdulat is elvégezhető, például a báb az egyik lábát felemeli, míg a másikat leereszti.

### Ujjbáb
Az ujjbábok olyan kisméretű bábok, melyekben csak egyetlen ujj fér el. 

### Kesztyűbáb
A kesztyűbábok olyan bábok, melyeket kézfejünkre húzunk. Nagyon könnyen mozgathatjuk őket, elég ha a báb belsejébe tesszük kezünket. Mutatóujjunkkal támasztjuk meg, és mozgatjuk a báb fejét.

### Árny- vagy laposbábok
Lapból készült kétdimenziós bábok, amiket pálcával lehet mozgatni. 

### "Félember" figurák
Ezeknek csak a felső testrészük van meg, és a kezük. Ezeket is paraván mögött használják.

### Teljesalakos ember
Ezeket a figurákat lehet a paraván mögött, de előtte is használni, felhasználási céltól függően.

### Embernagyságú bábok
Az életnagyságú bábok megelevenítése igazi csapatmunka. A bábu belsejében lévő személy mozgatja a végtagokat, a többiek az arcmozgást irányítják. E bábok gumihabból készülnek, s merev keretre erősítik őket, így könnyűek, és jól mozgathatóak.

### Óriásbábok
Karneválok, fesztiválok látványeleme, ahol egy gyalogló ember visz, esetleg mozgat egy több méter magas alakot.

## Bábok felhasználás szerint

### A hasbeszélő báb
Lényege, hogy a "bábozó" és a báb mindketten látszanak és gyakorlatilag egymással beszélgetnek, vitatkoznak. Egyes esetekben ebbe belevonhatják a közönséget is. Alapfeltétel, hogy a "bábozó" tudjon hasbeszélni, vagyis úgy beszélni, énekelni, hangokat kiadni, hogy az ajkait nem mozgatja. Általában ezt mikrofonnal szokták csinálni, mert az ajak mozgása nélküli beszéd általában nagyon halk. A báb egy teljes figura kell legyen, lábakkal, de a bábozó a bábnak csak az egyik kezét mozgatja.

### Egyéni báb
Lényege, hogy a bábu maga nem beszél a közönséggel, hanem a bábozó fülébe "súgja" mondanivalóját és az ember mondja ki hangosan amit a bábu neki "mondott". Ezek teljes bábuk kell legyenek, de nem muszáj emberalaknak lenniük, pl. egy kiskutya egy zsákban is tökéletes. Általában közjátéknak használják, időnyerés céljából, amíg a bábcsapat többi tagja felkészül a következő szinpadi bábjátékra.

### Színpadi bábozás
Egy csoport (max 8 fő) előre megszervezett előadása. Ebbe a közönség is bevonható aktív nézőközönség esetén. Ezek a történetek általában valamilyen tanulságot tartalmaznak, melyet a hallgatók (általában gyerekek) könnyen megérthetnek. Ide sorolható továbbá a zenekoreográfia is, amennyiben azt bábok csinálják.